# Patrick D'Hont
Patrick D'Hont (Gent, 18 november 1975) is een Belgisch voormalig beroepswielrenner die vier seizoenen uitkwam voor La Française des Jeux. Hij is de jongere broer van voormalig wielrenner Robert D'Hont.

## Overwinningen
2002
- Schaal Schoeters Beveren-Waas

## Grote rondes
Geen